# ۱۱۶ (میلادی)
۱۱۶ (میلادی) صد  و شانزدهمین سال تقویم میلادی است.

## درگذشتگان
‎